# Mark Chaussee
Mark Chaussee est un guitariste de rock.
Il a travaillé avec Coup de Grace et Danzig (Marilyn Manson a tourné à ses débuts avec eux en 1995). Mark Chaussee joue sur deux chansons du 5e l'album Blackacidevil : Sacrifice et Serpentia.
Il devient guitariste pour le groupe Fight (groupe de Rob Halford, membre également de Judas Priest) pour la réalisation de deux albums. Mark Chaussee travaille ensuite avec John5 sur le projet Two, projet de Rob Halford.
Il remplace John5 (alias John Lowery) à la guitare en avril 2004 (John5 ayant quitté le groupe à cette date) et a joué pendant la tournée 'Against All Gods'.